# Тихонова, Ираида Юрьевна
Ираида Юрьевна Тихонова (род. 30 января 1960, Липецк) — российский политик, представитель от исполнительного органа государственной власти Липецкой области в Совете Федерации ФС РФ (2014—2018), член Комитета Совета Федерации по науке, образованию и культуре. Заслуженный учитель Российской Федерации (1999). С 2019 года работает в должности уполномоченного по правам человека в Липецкой области.

## Биография
Родилась 1960 году в городе Липецке в семье служащих.
С 1977 года обучалась в Липецком государственном педагогическом институте на физико-математическом факультете по специальности «Математика и физика». Входила в студенческий профсоюз, ей было доверено исполнять обязанности заместителя председателя студенческого профсоюзного комитета, также была избрана президентом педагогического клуба.
В 1982 году трудоустроилась учителем математики в среднюю школу № 53 города Липецка. С 1983 года работала на должности организатором внеклассной и внешкольной работы, с 1988 года трудилась в должности заместителя директора по учебно-воспитательной работе.
В 1989 году её кандидатура утверждена в должности директора средней школы № 53. Проработала до 2008 года.
С 1985 по 1990 годы была депутатом районного Совета Советского района города Липецка, руководила комитетом по образованию и культуре.
Дважды, с 1990 по 1998 годы и с 2003 по 2008 годы, избиралась депутатом Липецкого областного Совета депутатов. Занимала должности заместителя председателя комитета по социальным вопросам и председателя комитета по делам семьи, детства и молодежи.
В 2008 году она стала руководителем комитета по делам женщин, семьи и демографии администрации Липецкой области.
С 2009 года стала работать в управлении социальной защиты населения Липецкой области. Утверждена на должности заместителя начальника управления. В её обязанности входило кураторство над вопросами, связанными с демографией, защитой женщин, семьи и охраны детства.
В 2011 году депутатский корпус Липецкой области утвердил Ираиду Тихонову на должность Уполномоченного по правам ребенка в Липецкой области.
В 2014 году органами исполнительной власти Липецкой области была делегирована в Совет Федерации Федерального Собрания РФ. С 26 сентября 2014 года стала исполнять обязанности сенатора. В Совете Федерации работала в комитете по науке, образованию и культуре.
30 мая 2019 года депутатами Липецкого областного совета утверждена и приступила к исполнению обязанностей в должности Уполномоченного по правам человека в Липецкой области.
Замужем, воспитала сына.

## Награды
- Орден Почёта (4 декабря 2023 года) — за достигнутые трудовые успехи и многолетнюю добросовестную работу[6]
- Почётное звание «Заслуженный учитель Российской Федерации» (17 июня 1999 года) — за заслуги в обучении и воспитании учащихся и многолетний добросовестный труд[7]

Награждена:
- знаком «Отличник народного просвещения РСФСР»;
- знаком «Отличник просвещения СССР»;
- почётными грамотами Министерства образования РФ;
- благодарностями Председателя Совета Федерации РФ;
- почётными грамотами Липецкого областного Совета депутатов.